# Михайловський (Белебеївський район)
Миха́йловський (рос. Михайловский, башк. Михайловка) — присілок у складі Белебеївського району Башкортостану, Росія. Входить до складу Єрмолкинської сільської ради.
Населення — 6 осіб (2010; 6 в 2002).
Національний склад:
- башкири — 67 %
- росіяни — 33 %